# 11508 Stolte
11508 Stolte eller 1990 TF13 är en asteroid i huvudbältet som upptäcktes den 12 oktober 1990 av de båda tyska astronomen Freimut Börngen och Lutz D. Schmadel vid Tautenburg-observatoriet. Den är uppkallad efter Dieter Stolte, en tysk professor i mediavetenskap.
Asteroiden har en diameter på ungefär 6 kilometer och den tillhör asteroidgruppen Gefion.